# Bazylika Najświętszego Zbawiciela i Wszystkich Świętych w Dobrym Mieście
Bazylika kolegiacka pw. Najświętszego Zbawiciela i Wszystkich Świętych w Dobrym Mieście – kościół rzymskokatolicki  w Dobrym Mieście.
Druga co do wielkości świątynia Warmii; tytuł Bazyliki Mniejszej (od 19 maja 1989).

## Historia

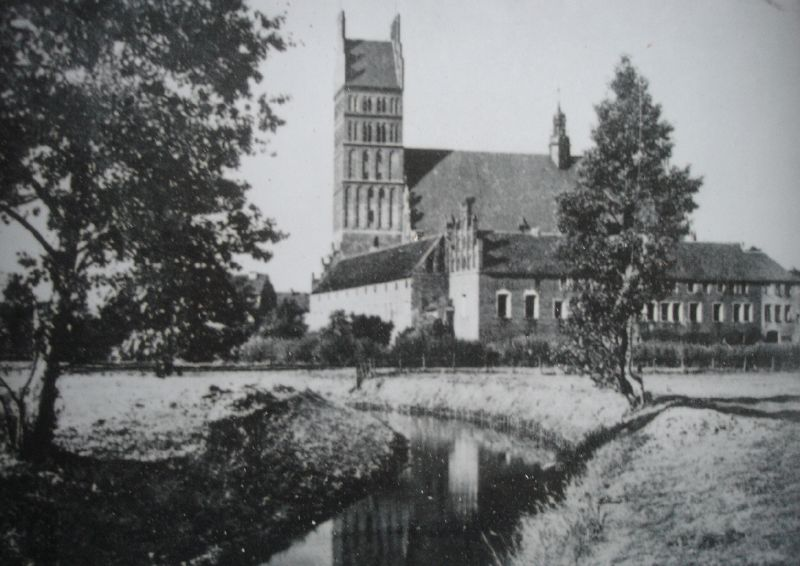
Kolegiata na starej pocztówce

Kościół jest częścią gotyckiego zespołu kolegiackiego z lat 1357–1389. Biskup warmiński Herman około 1346 dokonał ostatecznego rozdziału dóbr biskupich i kapitulnych. Powołał także kolejną kapitułę – kolegiacką, która stała się wkrótce trzecim co do wielkości właścicielem ziemskim na Warmii. Aktem z 20 listopada 1347 kapitułę kolegiacką przeniesiono do Dobrego Miasta włączając do niej miejscowy kościół parafialny. Budowę obecnego kościoła rozpoczęto około 1359. Pod koniec XIV w. w kościele były już co najmniej cztery ołtarze, w 1392 papież Bonifacy IX wystawił bullę odpustową, a w 1396 ufundowano stalle kanonickie. W 1420 wyświęcono nowy ołtarz główny ku czci Krzyża Świętego, Zbawiciela i Wszystkich Świętych.

## Architektura

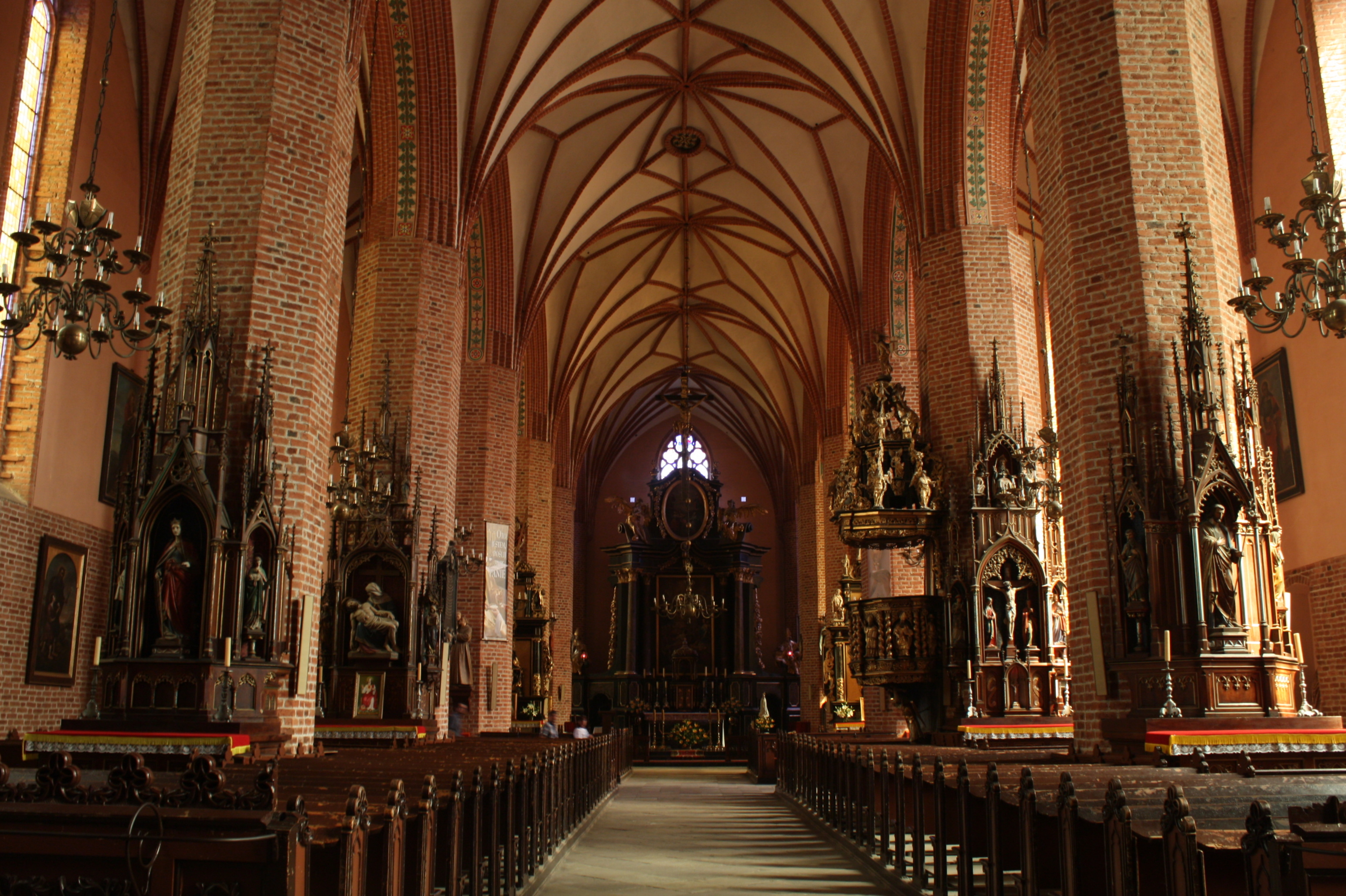
Wnętrze kolegiaty

Zabudowania kolegiaty stanowią zwarty czworobok, nieznacznie rozszerzający się ku zachodowi. Część północną zajmuje kościół, od zachodu i południa znajdują się budynki mieszkalne kanoników, od wschodu pozostałość dawnego domu biskupów, zakrystia i brama w kierunku miasta. Druga brama (Młyńska) znajduje się w skrzydle południowym.
Kościół o wymiarach zewnętrznych ok. 61,5 × 25,5 m ma postać trójnawowej hali bez wydzielonego prezbiterium, typowej dla Warmii; wysokość do okapu dachu wynosi 16 m. Od strony zachodniej dostawiona jest wysoka czworoboczna wieża. Pary ośmiobocznych filarów dzielą wnętrze na siedem przęseł przekrytych sklepieniami gwiaździstymi – czteroramiennymi w nawach bocznych i ośmioramiennymi z żebrem przewodnim w nawie głównej.

## Wyposażenie

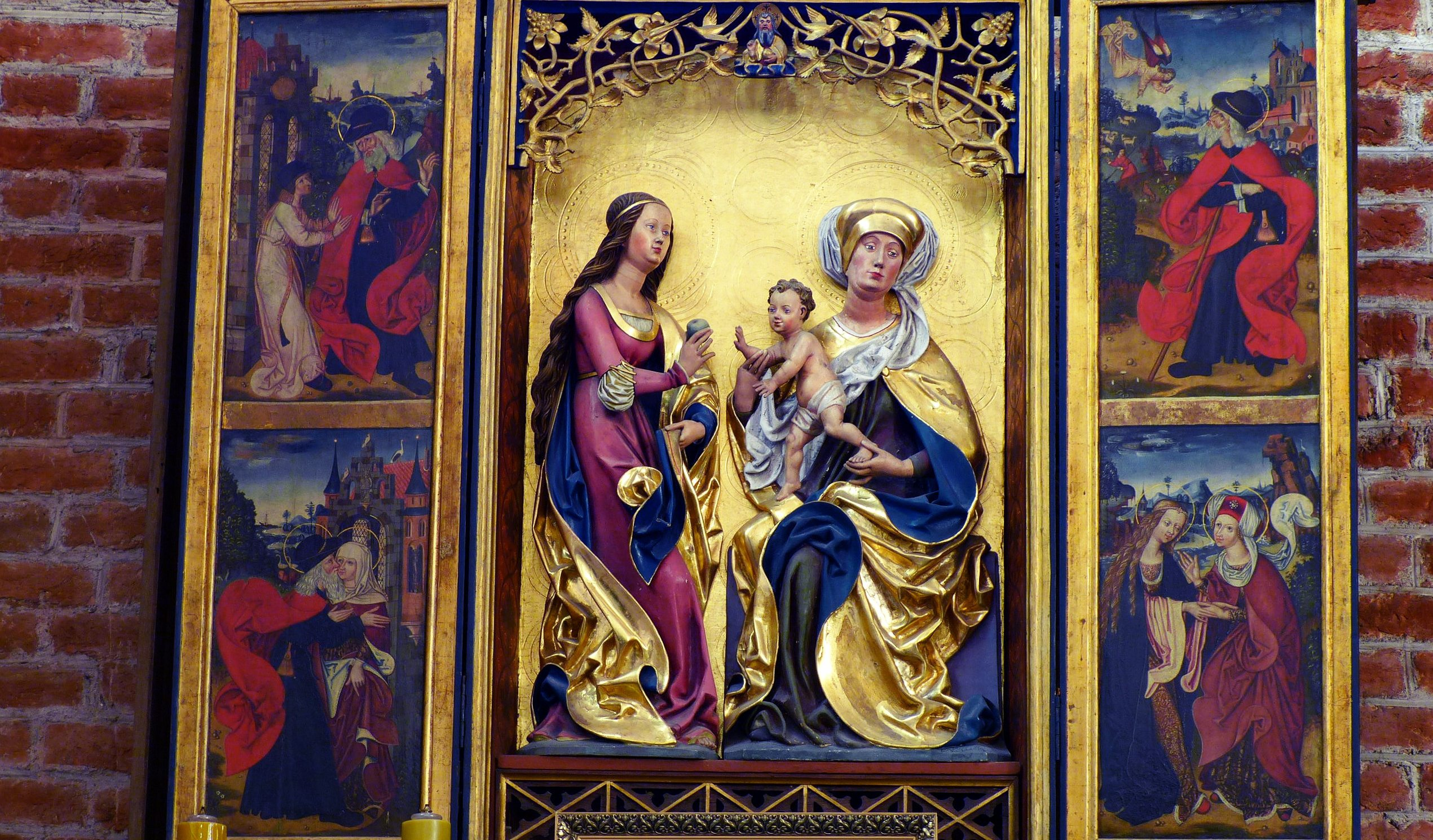
XV-wieczny tryptyk ołtarza Świętej Anny

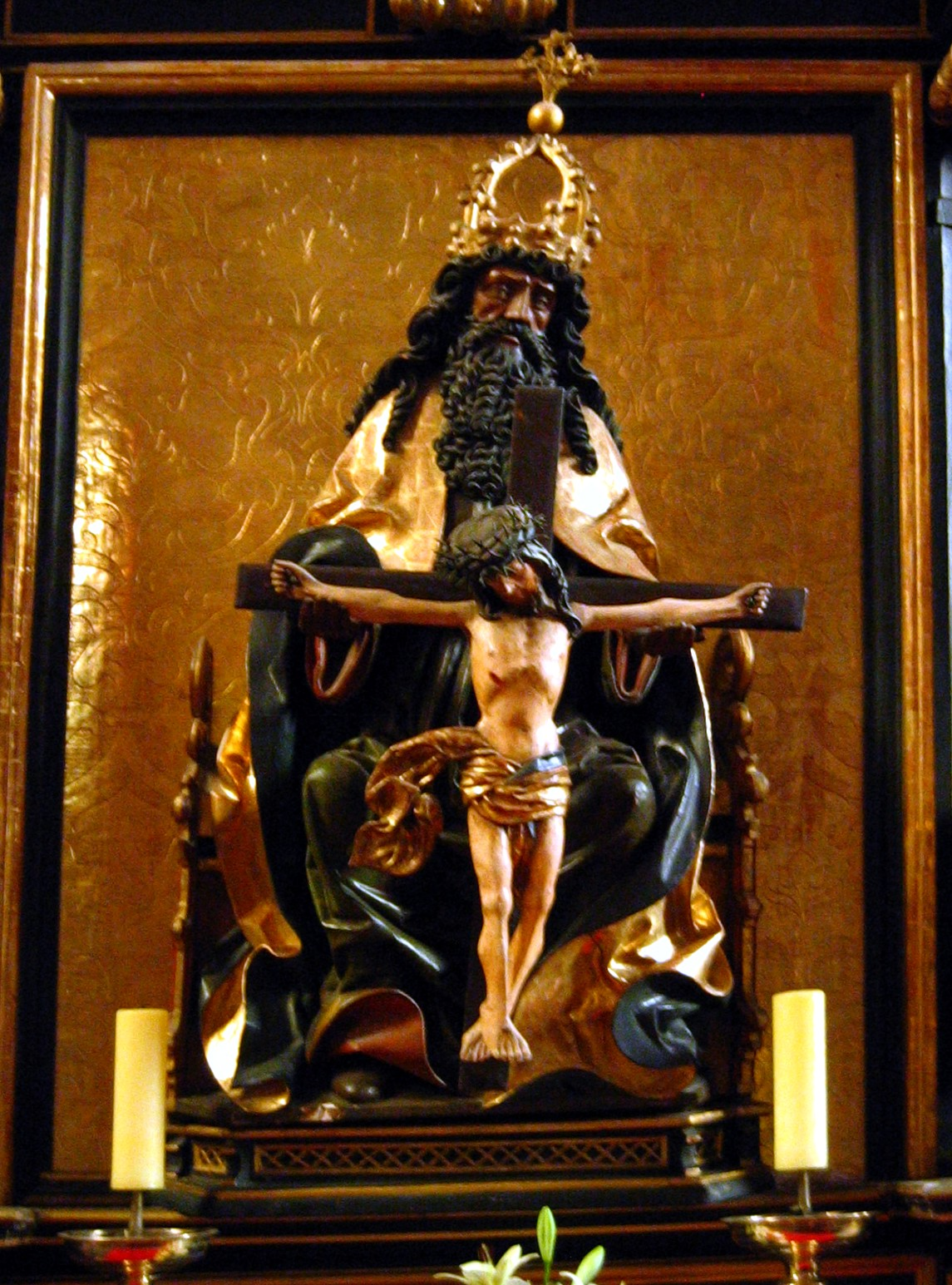
Rzeźba Tron Łaski z pocz. XVI w.

W latach 1872–1882 kościół został poddany regotycyzacji. Zniszczono wówczas bezpowrotnie wiele zabytków. Z 15 ołtarzy zachowało się do dzisiaj pięć, kolejne cztery to dzieła pseudogotyckie z końca XIX w.
Ołtarz główny powstał w latach 1743-1748 z fundacji biskupa Adama Stanisława Grabowskiego. Zdobią go monumentalne rzeźby męczenników Wojciecha i Stanisława, dzieło Krzysztofa Perwangera. W zamknięciu nawy południowej znajduje się ołtarz mariacki – tryptyk z ok. 1430. W nawie północnej – późnogotycki tryptyk św. Anny z ok. 1500 z rzeźbioną grupą św. Anny Samotrzeć. Przy drugim filarze południowym jest ołtarz św. Sebastiana z 1642 obecnie czczony jako ołtarz Madonny Dobromiejskiej. Po przeciwległej stronie znajduje się ołtarz Trójcy Świętej z końca XVII w. z wybitną późnogotycką rzeźbą Tron Łaski z początku XVI w.
Ciekawymi zabytkami są również: ambona powstała w 1693 z fundacji biskupa Zbąskiego i dziekana dobromiejskiego Jerzego Ignacego Teschnera, a także ogrodzenie chrzcielnicy z 1670–80 i stalle z 1673 ze stopniami w kształcie lwów, zachowane z pierwotnych stalli gotyckich z końca XIV w.
Niewątpliwą atrakcją dla turystów są organy. Posiadają one 49 głosów i 3522 piszczałki. W sezonie letnim organizowane są koncerty.
Biblioteka kapitulna pełni obecnie funkcję muzeum i jest udostępniona zwiedzającym. Można w nim zobaczyć pozostałości dawnego wyposażenia kolegiaty. Bogaty skarbiec i księgozbiór uległ niestety rozproszeniu po ostatniej wojnie. Biblioteka została wywieziona w czasie wojen ze Szwedami.

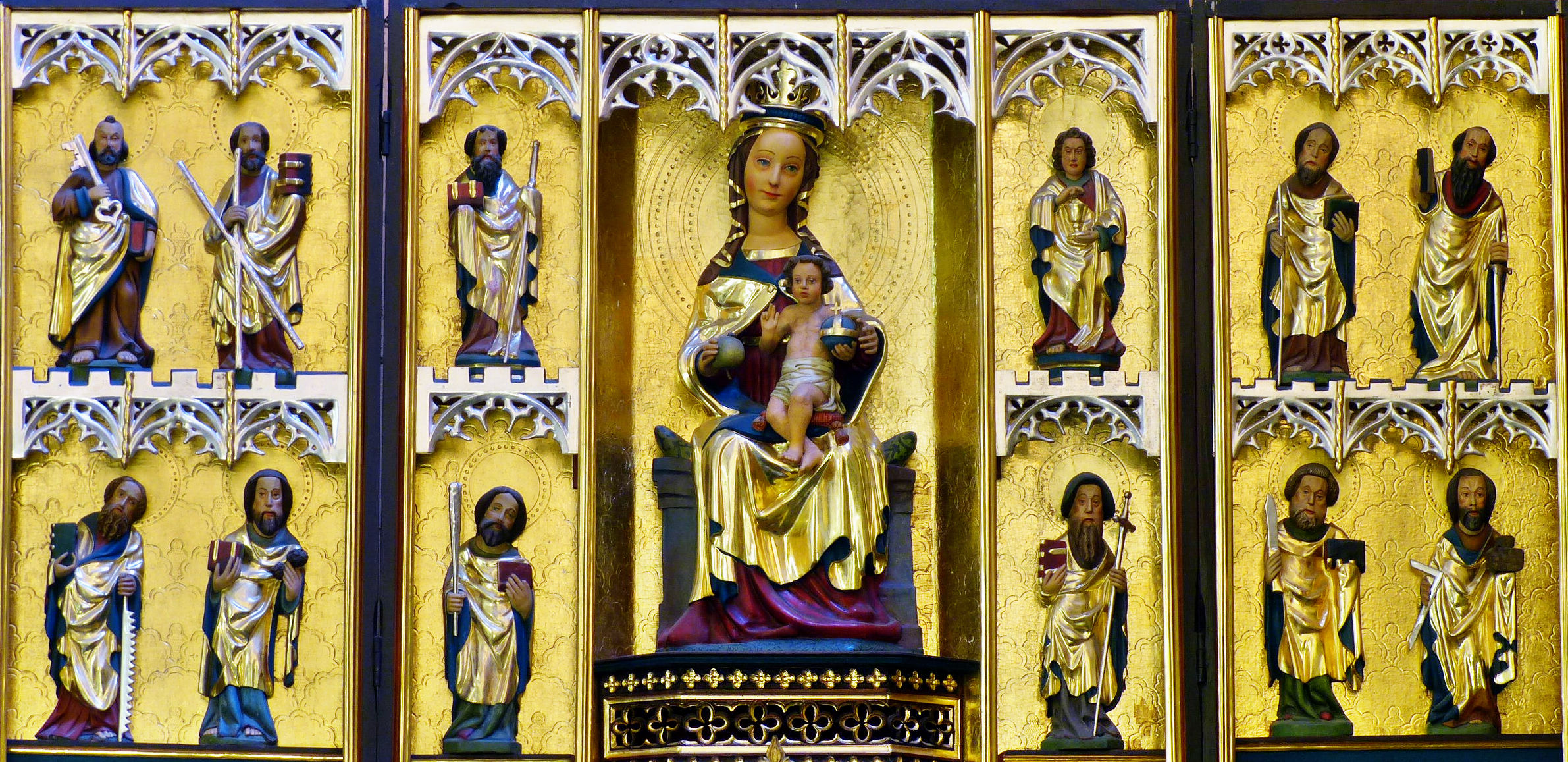
Tryptyk Mariacki z pocz. XV w.

Najstarszym ołtarzem dobromiejskiej kolegiaty jest Tryptyk Mariacki z 1426, pierwotnie ustawiony we wschodnim zamknięciu nawy głównej i pełniący funkcję ołtarza maturalnego. Rzeźby ołtarza mariackiego utrzymane są w stylu Pięknych Madonn. Centralną figurą ołtarza jest tronująca Matka Boża z Dzieciątkiem. W szafie środkowej, po bokach Madonny, umieszczone są cztery figurki apostołów. Pozostali apostołowie występują po dwóch w kwaterach na awersach skrzydeł. Apostołowie trzymają w swoich rękach insygnia męczeńskie lub symbole pełnionej misji w Kościele. W przeszklonej neogotyckiej mensie ołtarza złożone są w barokowym relikwiarzu w kształcie trumny relikwie św. Innocentego. Informuje o tym kamienna tablica inskrypcyjna wmurowana w sąsiednią ścianę. Na tablicy jest napis święte ciało i naczynie z krwią Świętego Innocentego, męczennika według autentycznego rejestru liturgicznego podarowane w Rzymie 1 czerwca 1732 Jerzemu Mockiemu, infułatowi żółkiewskiemu i przez tegoż pełnoprawnie przeniesione go kolegiaty dobromiejskiej 29 września 1736 w tym ołtarzu spoczywa.